# كونتية بليارش

موقع كونتية بليارش في قطلونية.

كونتية بليارش هي منطقة صغيرة داخل حدود الإمبراطورية الكارولنجية ثم مملكة الفرنجة الغربيين تمتعت بالاستقلالية بصفة غير رسمية، خلال القرنين التاسع والعاشر، وهي واحدة من المقاطعات الكاتالونية التي انبثقت عن الثغر الإسباني.
تأسست على يد ريموند الأول، الذي بدأ عهده بالتصالح والتحالف مع الحكام المسلمين المجاورين في وشقة وسرقسطة (ثم مع بني قسي). شهدت فترة حكمه أيضًا الإكثار من بناء القلاع والأبراج الدفاعية في بليارش وريباغورثا؛ كما عزز استقلاليته بتأسيس أبرشية بليارش ليتمكن من السيطرة على الكنيسة المحلية. وتحالف ريموند ذو الأصل البشكنسي، مع أسرة خيمينيز في مملكة نافارا وساعدهم في انتزاع العرش. وقد خلفه ولديه إيسران ولوبو.

## كونتات بليارش
- ريموند الأول (872-920)
- لوبو (920-947)
- إيسران (920-948)
- ريموند الثاني (948-992)
- بوريل (948-995)
- إرمنغول (992-1010)
- سونير (995-1011)